# Aulacophora hilaris
Aulacophora hilaris is een keversoort uit de familie bladkevers (Chrysomelidae). De wetenschappelijke naam van de soort werd in 1835 gepubliceerd door Boisduval.